# Štverník
Štverník je potok na myjavských Kopanicích, v jižní části okresu Myjava. Je to pravostranný přítok Brezovského potoka, měří 4,4 km a je vodním tokem V. řádu.

## Pramen
Pramení v Myjavské pahorkatině jihovýchodně od kóty 464,5 m, zároveň také jihovýchodně od obce Bukovec v lokalitě Brezovka, v nadmořské výšce přibližně 427 m n. m. 

## Popis toku
Od pramene teče převážně severojižním směrem, na horním toku vytváří oblouk ohnutý na východ a zprava přibírá přítok z jižního svahu Vrchháje (462,9 m n. m.). Dále protéká osadami Horný Štverník a Dolný Štverník, kde z pravé strany přibírá přítok z jihozápadního svahu Dielů (443,3 m n. m.) a pokračuje přes průmyslovou čtvrť města Brezová pod Bradlom.

## Ústí
Jihozápadně od centra města se v nadmořské výšce cca 242,5 m n. m. vlévá do Brezovského potoka.